# أكرمنسة مخيطية
أكرمنسة المُخيطية (نقحرة: أكرمانسيا موسينيفيلا) (باللاتينية: Akkermansia muciniphila) بكتيريا معوية في البشر معزولة عن البراز. هي بكتيريا محللة للمُخيط تنتمي إلى جنس أكرمانسيا اكتشفاها موريل ديرين وويليم دي فوس في جامعة فاجينينجن بهولندا عام 2004. تنتمي البكتيريا إلى شعبة Verrucomicrobiota وهي قيد البحث الأولي لارتباطها المحتمل باضطرابات الأيض.